# Yuxi
Yuxi léase en chino: Yu-Shi, lit. 'Zh-yùxí.ogg' (en chino:玉溪市, pinyin:Yùxī shì) es una ciudad-prefectura en la provincia de Yunnan, República Popular China. Situada aproximadamente a 90 kilómetros de la capital provincial. Limita al norte con Kunming, al sur con Honghe Hani & Yi, al oeste con Lincang y al este con Wenshan.

## Administración
La ciudad prefectura de Yuxi administra 1 distrito, 5 condados y 3 condados autónomos.
- Distrito Hongta 红塔区
- Distrito Jiangchuan 江川区
- Condado Chengjiang 澄江县
- Condado Tonghai 通海县
- Condado Huaning 华宁县
- Condado Yimen 易门县
- Condado Autónomo Eshan Yi 峨山彝族自治县
- Condado Autónomo Xinping YiDai 新平彝族傣族自治县
- Condado Autónomo Yuanjiang Hani YiDai 元江哈尼族彝族傣族自治县

## Historia
La ciudad fue fundada en el año 960 en Yunnan, todavía no era parte de China. Yuxi fue una vez el área central de la provincia de Yunnan antes de la Dinastía Qin. En la dinastía Han Occidental, se convirtió en un condado. Las dinastías siguientes precenciarón la separación continua y unificación de la región. No fue sino hasta 1997 que Yuxi se convirtió en una ciudad prefectura de la República de China.

## Clima
La ciudad está en el borde oeste de la meseta Yunnan-Guizhou con montañas, valles, lagos, mesetas y cuencas. En las colinas que rodean la ciudad existen cultivos de tabaco, la producción de cigarrillos es la principal industria. Cerca se encuentra el lago Fuxian, es el más profundo de Yunnan, y segundo de China. El casco urbano de la ciudad está a 1.630 metros sobre el nivel del mar.
Yuxi tiene un clima subtropical, que parece primavera durante todo el año. El mes más caluroso es junio, mientras que el más frío es diciembre o enero.
| Parámetros climáticos promedio de Yuxi (1971−2000) | Parámetros climáticos promedio de Yuxi (1971−2000) | Parámetros climáticos promedio de Yuxi (1971−2000) | Parámetros climáticos promedio de Yuxi (1971−2000) | Parámetros climáticos promedio de Yuxi (1971−2000) | Parámetros climáticos promedio de Yuxi (1971−2000) | Parámetros climáticos promedio de Yuxi (1971−2000) | Parámetros climáticos promedio de Yuxi (1971−2000) | Parámetros climáticos promedio de Yuxi (1971−2000) | Parámetros climáticos promedio de Yuxi (1971−2000) | Parámetros climáticos promedio de Yuxi (1971−2000) | Parámetros climáticos promedio de Yuxi (1971−2000) | Parámetros climáticos promedio de Yuxi (1971−2000) | Parámetros climáticos promedio de Yuxi (1971−2000) |
| Mes                                                | Ene.                                               | Feb.                                               | Mar.                                               | Abr.                                               | May.                                               | Jun.                                               | Jul.                                               | Ago.                                               | Sep.                                               | Oct.                                               | Nov.                                               | Dic.                                               | Anual                                              |
| -------------------------------------------------- | -------------------------------------------------- | -------------------------------------------------- | -------------------------------------------------- | -------------------------------------------------- | -------------------------------------------------- | -------------------------------------------------- | -------------------------------------------------- | -------------------------------------------------- | -------------------------------------------------- | -------------------------------------------------- | -------------------------------------------------- | -------------------------------------------------- | -------------------------------------------------- |
| Temp. máx. media (°C)                              | 17.2                                               | 19.2                                               | 22.9                                               | 25.8                                               | 26.4                                               | 26.1                                               | 25.8                                               | 26.1                                               | 24.8                                               | 22.5                                               | 19.4                                               | 16.8                                               | 22.8                                               |
| Temp. mín. media (°C)                              | 2.8                                                | 4.0                                                | 6.7                                                | 10.6                                               | 15.5                                               | 17.8                                               | 17.8                                               | 17.1                                               | 16.0                                               | 13.3                                               | 8.6                                                | 4.0                                                | 11.2                                               |
| Precipitación total (mm)                           | 16.2                                               | 18.4                                               | 19.2                                               | 31.2                                               | 86.7                                               | 138.3                                              | 177.6                                              | 186.2                                              | 107.9                                              | 73.6                                               | 51.2                                               | 11.9                                               | 918.4                                              |
| Días de precipitaciones (≥ 0.1 mm)                 | 4.4                                                | 4.4                                                | 5.5                                                | 8.0                                                | 12.4                                               | 16.6                                               | 20.2                                               | 19.2                                               | 15.8                                               | 13.2                                               | 7.9                                                | 4.5                                                | 132.1                                              |
| Fuente: Weather China                              |                                                    |                                                    |                                                    |                                                    |                                                    |                                                    |                                                    |                                                    |                                                    |                                                    |                                                    |                                                    |                                                    |